# Bùi Tường Phong
Bùi Tường Phong (ngày 14 tháng 12 năm 1942 - tháng 7 năm 1975) là một nhà khoa học máy tính người Việt Nam. Ông là một trong những nhà nghiên cứu tiên phong hàng đầu trong ngành đồ họa máy tính. Ông nổi tiếng với  Phong reflection model (mô hình phản chiếu Phong) và Phong shading (phương pháp tô bóng Phong) trong đồ họa máy tính.

## Tiểu sử
Ông sinh ngày 14 tháng 12 năm 1942 tại Hà Nội, Việt Nam. Sau khi học trường Lycée Albert Sarraut, ông và gia đình chuyển vào Sài Gòn năm 1954, học trường Lycée Jean Jacques Rousseau.
Ông sang Pháp năm 1964 và học ở trường École d'Ingénieur de Grenoble (ENSEHRMAG). Ông nhận bằng Licence en Science tại Grenoble năm 1966 và bằng kỹ sư của trường ENSEEHT, Toulouse năm 1968. Cũng trong năm 1968, ông làm việc ở Viện IRIA (Institut de Recherche d'Ingenieur et d'Automatique, tạm dịch: Viện nghiên cứu kỹ thuật tự động hoá), để nghiên cứu về phát triển hệ điều hành cho máy tính số. Năm 1969, tại Paris, Pháp, ông lập gia đình với bà Bùi Thị Ngọc Bích (quê ở Nha Trang) và có một người con gái.
Năm 1971, ông sang Utah để làm trợ lý nghiên cứu cho ngành khoa học máy tính của trường.
Năm 1973, ông hoàn thành luận án tiến sĩ của mình tại Đại học Utah với tựa đề "Illumination for Computer-Generated Images" (tạm dịch: "Chiếu sáng trong đồ họa máy tính"). Trong luận án này, ông đã đề xuất ra phương pháp tô màu áp dụng cho các vật thể có tính phản xạ gương (specular reflection). Từ đó phương pháp này thường được gọi là Phong shading. Phong shading đã trở thành một phương pháp cực kỳ phổ biến và hiện vẫn còn được sử dụng rộng rãi trong ngành đồ họa máy tính.
Ông mất năm 1975 tại Mỹ vì bệnh bạch cầu giai đoạn cuối. Ông đã biết mình bị bệnh này khi còn là sinh viên.

## Công trình
- Phong, Bui Tuong: Illumination of Computer-Generated Images, Department of Computer Science, University of Utah, UTEC-CSs-73-129, tháng 7 năm 1973
- Phong, Bui Tuong: Illumination for Computer Generated Images, Comm. ACM, Vol 18(6):311-317, tháng 6 năm 1975